# Scopula sevandaria
Scopula sevandaria är en fjärilsart som beskrevs av Swinhoe 1904. Scopula sevandaria ingår i släktet Scopula och familjen mätare. Inga underarter finns listade.